# Ascorhynchus endoparasiticus
Ascorhynchus endoparasiticus là một loài nhện biển trong họ Ascorhynchidae. Loài này thuộc chi Ascorhynchus. Ascorhynchus endoparasiticus được miêu tả khoa học năm 1978 bởi Arnaud.